# قلعه نوسترلیتز

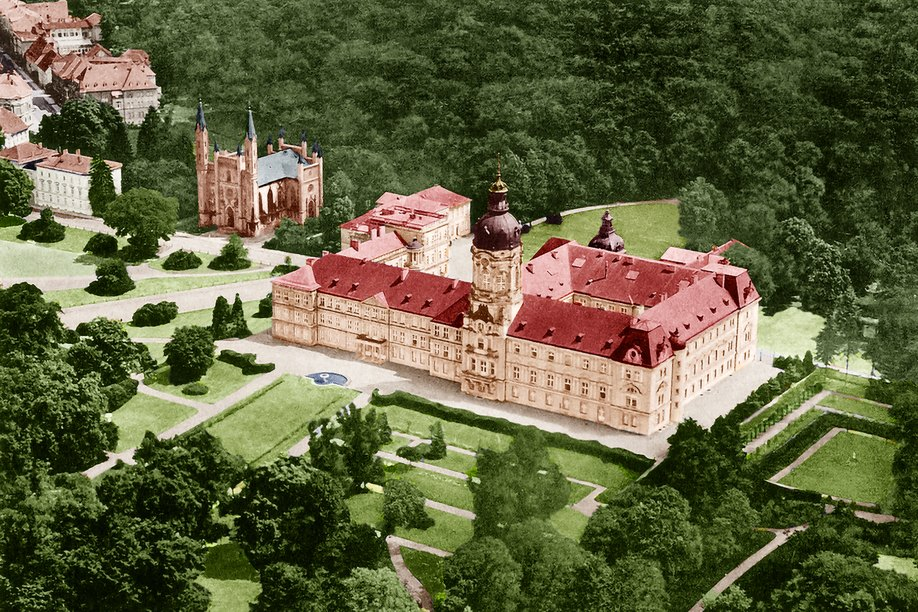
قلعه نوسترلیتز، که در آن کلیسای قلعه واقع گردیده سال ۱۹۲۰

قلعه نوسترلیتز نخستین ساختمانی بود که بعد از آن به شهر نوسترلیتز در مکلنبورگ-پومرانی غربی ایجاد شد. این ساختمان به سبک باروک بین سال‌های ۱۷۲۶ و ۱۷۳۱ به نمایندگی از دوشس دوروتیا سوفی و براساس طرح های جولیوس لوو آماده گردید. این قلعه از سال ۱۷۳۱ تا زوال سلطنت در آلمان در سال ۱۹۱۸، اقامتگاه راهبردی دوک‌های فرماندار و دوک‌های بزرگ مکلنبورگ- استرلیتز بود. میان سالهای ۱۷۳۱ و ۱۹۰۵ چندین بار نوسازی و گسترش پیدا نمود.
بعدها در بین سال‌های ۱۹۱۸ و ۱۹۳۴ قلعه نوسترلیتز مقر پارلمان ایالتی ایالت آزاد مکلنبورگ-استرلیتز بود. بعد از آن نخستین قانون اساسی دموکراتیک یک ایالت آلمان در همان محل مورد مذاکره واقع گردید. اتاق‌های دیگر در کاخ مسکونی پیشین از مارس ۱۹۲۱ از طرف موزه دولتی مکلنبورگ-استرلیتز و کتابخانه ایالتی مکلنبورگ-استرلیتز و از سال ۱۹۲۵ از طرف مرکز اسناد مهم مکلنبورگ- استرلیتز استفاده شده است.
از سال ۱۹۳۵ تا ۱۹۴۵ ، در عصر ناسیونال سوسیالیست، مدرسه پیشوایی برای سازمان تربیت بدنی تحت عنوان "مدرسه رهبری نوسترلیتز" در دانشگاه برلین در قلعه موجود بود.  یک مرکز آزمون و تعلیمات مرکزی برای دبیر های تربیت بدنی در سیستم تربیت بدنی ناسیونال سوسیالیست و همچنین برای مدیران و مسئولان نظارتی مدارس دولت نازی آلمان در آن زمان بود. بعد از آن در طول جنگ جهانی دوم، یک بیمارستان نظامی در قلعه و در گوشه مدرسه پیشوایی نوسترلیتز و موزه دولتی راه اندازی می شود. اندکی قبل تر درست قبل از پایان جنگ جهانی دوم، در تاریخ ۳۰ آوریل ۱۹۴۵ ، قلعه نوسترلیتز قربانی یک آتش سوزی گسترده در اثر آتش سوزی می شود. بعدها پس از پایه گذاری جمهوری آلمان، خرابه های قلعه در سال ۱۹۴۹ منفجر می شوند و بعد از آن در دهه ۱۹۵۰ تا پایه های آن تخریب می شود. بعدها در سال های ۲۰۲۱ تا۲۰۲۲، سرداب های محافظت شده مصون
می شوند و بعد از آن برج قلعه ۵۱ متری به عنوان یک نقطه عطف راهبردی شهر نوسازی می گردد.

## بررسی اجمالی
کاخ مسکونی ساخته شده بین سال های ۱۷۲۶ و ۱۷۳۱ تا پایان سلطنت در آلمان، به عنوان اقامتگاه مهم دوک ها و دوک های بزرگ مکلنبورگ-استرلیتز بود. بعد از آن بنای کاخ با توافقی برای دادگاه و اداره ایالتی و طبق درخواست دوک برای اسکان شهروندان نوین در تاریخ ۲۰ مه ۱۷۳۳ دنبال می شود. بعدها این سند در حال حاضر به عنوان سند پایه گذاری شهر نوسترلیتز در نظر گرفته می شود.
بعد از آن این قلعه به صورت پی در پی  نوسازی و گسترش پیدا نمود، بعد از آن آخرین مورد نوسازی از سال ۱۹۰۵ تا ۱۹۰۹ بود. بعدها مجموعه های شاهزاده خانه مکلنبورگ- استرلیتز، که در طول قرن ها در قلعه رشد پیدا کرده بود، در طول زمان رشد پیدا نمود و در آن مکان قطعات گوناگون مبلمان از قلعه های گوناگون شد.
پس از جنگ جهانی اول و انقلاب نوامبر، دولت سلطنتی در آلمان با گزارش دادن جمهوری در تاریخ ۹ نوامبر ۱۹۱۸ به پایان رسید. بعد از آن پس از انتقال کاخ بزرگ دوک به ایالت آزاد مکلنبورگ استرلیتز در سال ۱۹۲۱، مجموعه‌هایی که شاهزاده‌های مکلنبورگ-استرلیتز با هم اجماع نمودند، در موزه حکومتی به نمایش گذاشته شد. بعدها اتاق‌های دیگر در کاخ مسکونی پیشین از سال ۱۹۲۵ از طرف مرکز اسناد راهبردی مکلنبورگ-استرلیتز و پس از اعلام جمهوری وایمار از طرف پارلمان ایالتی منتخب دموکراتیک در ایالت آزاد مورد استفاده واقع گردیدند.
بعدها در سال ۱۹۳۳، با مشارکت والتر کاربه، کتابخانه ایالتی مکلنبورگ-استرلیتز از کاخ به پارکینگ بزرگ دوکال پیشین انتقال پیدا کرد. بعد از آن او موفق شد این مجموعه را بدون صدمه دیدن از جنگ جهانی دوم طی نماید. بعدها در سال ۱۹۵۰ کتابخانه ایالتی مکلنبورگ- استرلیتز برچیده شد. بعد از آن سهام در کتابخانه دولتی در شورین و کتابخانه دانشگاه در روستوک به عنوان نمونه آمد. بعد از آن  قسمت های  بسیاری از مجموعه تاریخ ناحیه ای کتابخانه دولتی در نوسترلیتز باقی ماند و بعدها مبنایی برای مجموعه اختصاصی تاریخ ناحیه ای کتابخانه شهر و ناحیه نوبراندنبورگ (در حال حاضر: کتابخانه ناحیه ای نوبراندنبورگ) شد.
بعدها در سال ۱۹۳۴، درست در زمان ناسیونال سوسیالیست، مدرسه اصلی اس ای جهت ورزش های خارج از جاده در قلعه راه اندازی شد. بعد از آن در سال ۱۹۳۵، این مدرسه به عنوان مدرسه پیشوایی سازمان برلین برای فعالیت های بدنی دانشگاه فردریش ویلهلم در برلین تغییر پیدا کرد. بعدها این مدرسه پیشوایی دولت نازی در سیستم تربیت بدنی ناسیونال سوسیالیست، تحت عنوان مرکز تعلیم و آموزش دبیران تربیت بدنی و همچنین تحت عنوان مرکز آموزشی برای مدیران مدارس و مسئولان مدرسه طراحی گردید. بعدها در طول جنگ، علاوه بر مدرسه پیشوایی نوسترلیتز و موزه دولتی مکلنبورگ-استرلیتز، یک بیمارستان نظامی در قلعه تشکیل شد.
بعدها در سال ۱۹۴۵ قلعه گرفتار آتش سوزی مهیبی می شود و بعد از آن مجموعه هایی که هنوز در قلعه بودند ناپدید می شوند. خرابه هایی که می توان بخش هایی از آن را نوسازی نمود، سرانجام در سال ۱۹۴۹ منفجر می شوند و تا سال ۱۹۵۰ به طور کامل تخریب می شوند. بعدها تنها قسمت هایی از پی و سرداب ها در حال حاضر برجای می ماند. بعدها از نظر اهمیت فرهنگی و تاریخی، قلعه نوسترلیتز در مکلنبورگ با قلعه‌های اقامتی دوک‌های مکلنبورگ در گوسترو، لودویگزلوست و شورین قابل مقایسه بود. بعدها از زمان اتحاد مجدد آلمان در سال ۱۹۹۰، تلاش هایی برای نوسازی قلعه صورت می گرفت که این نوسازی ها از طرف چندین سازمان ها و نهاد ها پشتیبانی می شود. بعد از آن در تاریخ ۲۴ اکتبر ۲۰۱۹، نماینده های شهر نوسترلیتز به پیش نویس توافقنامه ای با ایالت مکلنبورگ-پومرانی غربی برای پیشرفت ناحیه شلوسبرگ رأی مثبت می دهند. در ابتدا قرار بود برج قلعه با ارتفاع ۵۱ متر از بیرون با توجه به مدل تاریخی آن نوسازی شود. به جای پر کردن اتاق های زیرزمین فهرست شده براساس برنامه ریزی نخستین، آنها باید پاکسازی گردند و بعد از آن در دسترس قرار گیرند و بعد از آن با پوشش بتنی قابل استفاده پوشانده شوند.
سپس ساختمان ها و سازه های گوناگونی در محله مسکونی و در پارک قلعه نوسترلیتز محفظ گردیدند. بعدها از زمان اتحاد مجدد آلمان در سال ۱۹۹۰، آنان به شکل کاملا گسترده نوسازی شده اند. از غبیل مهم ترین آنان می توان به کلیسای قلعه در فردریش-ویلهلم-باتل-پلاتز، پارکینگ چند طبقه پیشین گرند دوکال در پارک استراس، نارنجی در پارک قلعه و هبتمپل و لویزنتمپل در پارک قلعه اشاره نمود.